# Герб Урзуфа
Герб Урзуфа — офіційний символ села Урзуфа, затверджений 14 травня 1996 року сесією сільської ради. Автор — Олег Киричок.
Невідомо коли і хто змінив офіційно затверджений герб, але поля поміняні місцями і замість бика зображений Архістратиг Михаїл. на честь останнього митрополит Ігнатій збудував тут церкву. Цей варіант використовується і на стелах при в'їзді в місто. 
У 2024 році геральдист Едуард Савченко, який спеціалізується на геральдиці Донецької області, представив свій проєкт герба, який посилається на герб що на практиці використовується міськрадою. Архистратиг нагадує пам'ятник у Донецьку а чорне тло це відсилання до чорних куполів церкви в Урзуфі. Щит в руках Михаїла схожий на козацький, бо Урзуф заснований на місці зимівника Степана Коваля, одного з зимівників Кальміуської паланки Війська Запорозького. Трієра взята з герба Гурзуфа (АР Крим), звідки походять засновники села.

## Опис герба 1996 року
Французький щит перетятий червоним поясом з грецьким орнаментом золотого кольору — меандром. У горішній частині в лазуровому полі — старовинний золотий корабель під вітрилами; у долішній — в зеленому полі голова бика, обернена прямо, натурального кольору, супроводжувана з боків двома золотими колосками. 
Основний мотив герба — показати єднання історичного минулого і сучасного Урзуфа. Селище засноване грецькими переселенцями, що відвіку освоювали землі Приазов'я і Північного Причорномор'я. На це вказує виконане в грецькому стилі зображення золотого човна і присутність у гербі пояса з меандром — традиційним грецьким орнаментом, що плавно переходять у зображення голови бика і супроводжуючі його колоски, котрі подають характерні види діяльності жителів Урзуфа і прилягаючих околиць — тваринництво і вирощування зернових культур. Основні напрямки посилюються і колірним вирішенням герба: зелений колір нижньої частини герба відповідає рослинництву, а лазурове тло верхньої половини показує на приморське розташування Урзуфа і пов'язане з морем життя його жителів.